# Есипово (Никольский район)
Есипово — деревня в Никольском районе Вологодской области.
Входит в состав Вахневского сельского поселения, с точки зрения административно-территориального деления — в Вахневский сельсовет.
Расстояние по автодороге до районного центра Никольска — 43 км, до центра муниципального образования Вахнево — 4 км. Ближайшие населённые пункты — Холшевиково, Чернино, Турино.
По переписи 2002 года население — 76 человек (36 мужчин, 40 женщин). Преобладающая национальность — русские (98 %).